# 2992 Vondel
2992 Vondel este un asteroid din centura principală, descoperit pe 24 septembrie 1960 de PLS.